# 田添站
田添站（日语：／ Tazoe eki */?）是隸屬於富山地方鐵道的鐵路車站，座落於富山縣中新川郡立山町，為立山線的車站，車站編號為T45。本車站只停普通列車，並全部可直通至本線至電鐵富山站。
和鄰站稚子塚站的情況十分相似，本站四周以農地為住，民居較稚子塚站更為分散，所在地附近的大字、包括大字田添和大字澤端，民居不多，再加上與稚子塚站的站距亦十分接近，因此使用人數不多。根據立山町的統計年報，本站是立山線中繼本宮站之後，使用人數第二最少的車站，2018年平均每天的上下車人數只有45人。

## 車站結構
跟稚子塚站的設計相同，都是採用簡易車站模式，只在南端近出入口的月台上設置了一個以木板及鋅板搭建、附設有座椅的有蓋候車亭，月台上其餘部份均為露天，有效長度為3輛。出入口旁邊沿月台建了一座有蓋單車停泊處，本站也是在2015年時翻新，把候車亭及站牌翻新。

### 月台配置
1面1線的側式月台，不能作交換之用。雖然車站曾進行過改善工程，但至今仍只能以梯級上落，而未設有無障礙斜道。月台大致與開站時期相同，但與稚子塚站使用圓石塊砌成月台基座不同，本站是以混凝土支架來支撐月台，下方為架空部份，亦同樣在向寺田站方向的一小部份，因應令使月台能停靠3輛編成的列車，而使用了鋼架及鋼板搭成延長部份。
列車靠站時，往立山站方向為右側上落，往電鐵富山站方向為左側上落。
| 路線    | 方向 | 目的地           | 備註 |
| ------- | ---- | ---------------- | ---- |
| ■立山線 | 上行 | 電鐵富山方向     |      |
| ■立山線 | 下行 | 岩峅寺、立山方向 |      |

## 歷史
- 1931年8月15日：富山電氣鐵道富山田地方站～上市口站、寺田站～五百石站開通，本站作為中途站開業[2]。
- 2019年3月16日：增設車站編號[3]。

## 利用人數
| 乘車人員推算 | 乘車人員推算    | 乘車人員推算 |
| 年度         | 1日平均上落人數 |              |
| ------------ | --------------- | ------------ |
| 1998年       | 57              |              |
| 1999年       | 53              |              |
| 2000年       | 51              |              |
| 2001年       | 51              |              |
| 2002年       | 50              |              |
| 2003年       | 46              |              |
| 2004年       | 43              |              |
| 2005年       | 46              |              |
| 2006年       | 44              |              |
| 2007年       | 41              |              |
| 2008年       | 42              |              |
| 2009年       | 38              |              |
| 2010年       | 40              |              |
| 2011年       | 41              |              |
| 2012年       | 43              |              |
| 2013年       | 41              |              |
| 2014年       | 40              |              |
| 2015年       | 43              |              |
| 2016年       | 42              |              |
| 2017年       | 44              |              |
| 2018年       | 45              |              |

## 相鄰車站
富山地方鐵道
■立山線
特急「立山」、「阿爾卑斯」（只限15/4至30/11）、快速急行（下行）
通過
普通
稚子塚（T44）－田添（T45）- 五百石（T46）

## 外部連結
- 富山地方鐵道田添站公式網頁。（页面存档备份，存于）（日語）